# Gephyromantis plicifer
Gephyromantis plicifer is een kikker uit de familie gouden kikkers (Mantellidae). De soort werd voor het eerst wetenschappelijk beschreven door George Albert Boulenger in 1882. Oorspronkelijk werd de wetenschappelijke naam Rana plicifera gebruikt. De soort behoort tot het geslacht Gephyromantis.

## Leefgebied
De kikker is endemisch in Madagaskar. De soort komt voor in het zuidoosten van het eiland en leeft op een hoogte van 400 tot 900 meter boven zeeniveau. De soort komt ook voor in het nationaal park Ranomafana.

## Synoniemen
- Rana plicifera Boulenger, 1882
- Mantidactylus plicifer (Boulenger, 1882)